# Estola brunnea
Estola brunnea är en skalbaggsart som beskrevs av Thomson 1868. Estola brunnea ingår i släktet Estola och familjen långhorningar. Inga underarter finns listade i Catalogue of Life.